# اچ‌ام‌اس اورگ
اچ‌ام‌اس اورگ (به انگلیسی: HMS Urge) یک زیردریایی بود که طول آن ۵۸٫۲۲ متر (۱۹۱٫۰ فوت) بود. این زیردریایی در سال ۱۹۴۰ ساخته شد.